# Gens Rutilia
La gens Rutilia fue una gens plebeya de la Antigua Roma que empezó a aparecer regularmente en fuentes del siglo II a. C. El primer cónsul de la gens fue Publio Rutilio Rufo, en el año 105 a. C.

## Praenomina
En el periodo republicano, la mayoría de los praenomina comunes entre los Rutilios fueron Publio, Marco y Lucio.

## Ramas ycognomina
Durante el periodo republicano, los cognomina conocidos fueron Calvo, Lupo y Rufo. Muchos otros ocurren en el periodo imperial. Las monedas emitidas por miembros de la gens tiene el cognomen Flaco, el cual no está registrado en las fuentes literarias.